# Leopold Skulski
Leopold Skulski (né le 15 novembre 1877 à Zamość et mort en 1940 à Brest en Biélorussie) est un homme d'État polonais.

## Biographie
Entré en politique dans les années 1910, il fut maire de Łódź de 1917 à 1919. Élu député au parlement polonais (Sejm) après les élections de 1919, il devient Ppremier ministre le 13 décembre 1919. Son gouvernement démissionne le 9 juin 1920 à la suite de l'échec de l'Opération Kiev et du succès de la contre-offensive des bolchéviques. Il fut ensuite Ministre de l'intérieur dans le gouvernement de Wincenty Witos (24 juillet 1920-28 juin 1921) puis membre du tribunal d'État à partir de 1925.
Président de la Radio Polonaise dans les années 1930, il resta en retrait de la vie politique pendant la dernière décennie de sa vie.
Lors de l'invasion de la Pologne, il fut arrêté à Pińsk par le NKVD soviétique et mourut peu après en prison à Brest (Biélorussie).